# Ostomia

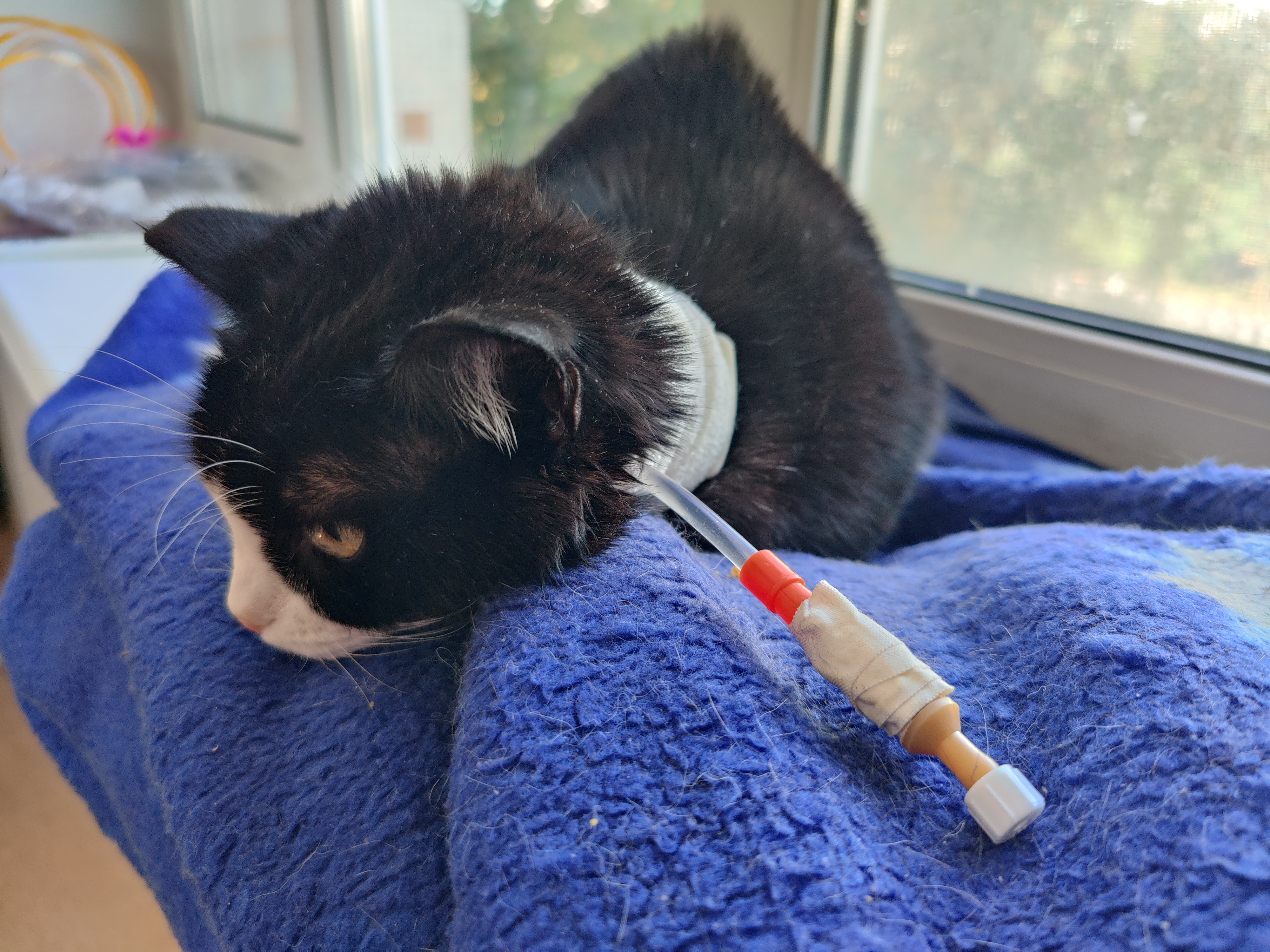

Ostomia (del grec stoma, que traduït seria "boca") és un abocament artificial, creat quirúrgicament, de l'aparell digestiu, urinari o respiratori. Per tant, és una derivació quirúrgica d'una víscera buida a la pell en un punt diferent a l'orifici natural d'excreció, d'ingestió o respiració.
El resultat del procediment és l'extrem del budell, tràquea o sonda que és visible a la paret abdominal o al coll i rep el nom d'estoma, se l'anomena, depenent del nom de l'òrgan que s'ha operat i ha acabat en estoma. Ex.: quan és l'estómac es diu gastrostomia, quan és el còlon s'anomena colostomia, quan és l'ili es diu ileostomia, si és l'aparell urinari es diu urostomia, si és la tràquea es diu traqueostomia, etc.
Les ostomies es fan servir per tractar algunes malalties dels sistemes digestius, urinari, respiratoris. Es realitzen ostomies tan en pacients adults com en infants
En la pràctica mèdica les dues paraules, estoma i ostomia, moltes vegades s'utilitzen indistintament.

## Localitzacions
Qualsevol òrgan buit, si cal, pot ser convertit quirúrgicament en estoma artificial. Això inclou: 
Tracte gastrointestinal A l'esòfag, estómac, duodè, ili, còlon. El procediment implica la secció del tub intestinal, els més habituals són: part distal de l'intestí prim (ili) d'aquí ve el nom d'ileostomia i la part distal del budell gros o còlon dita colostomia i que permeten la sortida de la femta del cos, tot evitant el recte, abocant-la a una bossa o un altre mecanisme similar. El punt de sortida dels excrements és el que es coneix com estoma. Per obtenir un major èxit i reduir al mínim els efectes negatius, és preferible realitzar aquest procediment el més baix en el tracte com sigui possible, el que permet complir la màxima digestió natural possible abans de l'eliminació de la matèria fecal del cos.
Aparell respiratori A la pleura o a la tràquea.
Aparell urinari Als urèters, la bufeta urinària, la pelvis renal, els urèters o la uretra.

## Història breu

### Ostomies digestives
És molt possible que les primeres ostomies fossin fístules fecals a causa de ferides de guerra, traumes, hèrnies empresonades, atrèsia anus rectal o obstrucció anus rectal. Es va poder comprovar que la supervivència després d'aquestes intervencions era possible, i en especial les de còlon, i que havia de ser necessari portar l'intestí a la superfície del cos perquè mai es tanqués i així aquest funcionés com un anus. No és fins al segle XVII quan Alexis Littre (1658- 1742) en veure un nen amb malformació rectal, proposà una enterostomia. Va ser ell qui el 1710, va suggerir una colostomia per al carcinoma obstructiu. El 1776 Henry Pillore, va reprendre les idees de Littre de realitzar una ostomia per resoldre un anus imperforat, sent a més, qui va practicar la primera cecostomía en un pacient amb càncer de recte. La primera colostomia inguinal de la banda esquerra s'atribueix a Duret, l'any 1793, a causa de l'anus imperforat d'un nen i que va viure fins als 45 anys. Ell va ser el primer a col·locar una sutura a través del mesocòlon per sostenir l'intestí i evitar la seva retracció; això mateix es continua realitzant actualment, especialment quan es tracta d'una ostomia de nansa. La colostomia transversa se li atribueix a Fine el 1797, a Gènova, en descomprimir amb èxit una obstrucció per càncer, va extraure una nansa de l'intestí i suturà el mesenteri a la pell. Posterior a la necròpsia, tres mesos després, es va trobar que el que havia exterioritzat era una nansa de l'ili, i des de llavors és el que s'indica per a la descompressió de l'intestí dilatat. La primera ileostomia acompanyada de resecció del còlon dret per càncer va ser realitzada el 1879 per Baum, a Alemanya. William Ernest Miles (1869-1947) va descobrir i va realitzar un nou procediment: Resecció abdominoperineal el (1908) amb colostomia definitiva, que va fer avançar el tractament de càncer de recte i que posteriorment ha servit de patró per avaluar altres tècniques. El 1923, Henri Hartmann (1860-1952) desenvolupà i efectuà la resecció (extirpació) anterior o sigmoidectomia amb estoma abdominal i deixà un monyó rectal i colostomia, permetent així que en un segon temps es restableixi el trànsit intestinal. No va ser fins al juny de 1990 que es realitzà la primera ressecció colònica por via laparoscòpica, va ser una hemicolectomia dreta realitzada per Moisès Jacobs, a Miami, la realitzà sense tenir l'intrumental específic. El 14 de novembre de 1990, Joseph Uddo practicà el primer tancament de colostomia per laparoscòpia.

### Ostomies respiratòries
La primera traqueotomia sembla que va ser realitzada pels egipcis al voltant del 3600 a. C.. Galè n'informà en el segle II abans de Crist. Al segle xiii, va ser Fabricius qui difon i popularitza aquest mètode. La primera traqueotomia realitzada amb èxit a un pacient que patia d'abscés a la tràquea se li atribueix a metge Italià Antonio Musa Prasolava, el segle XV. Quatre segles més tard, és a dir el segle xix, es va indicar per desobstruir la via respiratòria. Bretonneau, l'any 1826 va operar i salvà la vida d'un nen de 5 anys amb diftèria. El 1833, Trousseau, presentà una casuística de 200 traqueotomies, sent el primer a indicar-la per al càncer de laringe. L'any 1850, Krishaber creà la cànula per realitzar la traqueostomia que és com es coneix fins a l'actualitat, l'únic que ha canviat són els materials amb què es fabrica i a més se li ha afegit un globus inflable per evitar que surti del seu emplaçament. A principis del segle xx, la mortalitat postoperatòria tardana era molt alta, però Jackson en 1921, va demostrar que observant les cures de la cànula i un correcte maneig d'asèpsia i neteja disminuïen aquests índexs de mortalitat a un nivell molt baix. Posteriorment, el 1943, Galloway la indicà per al tractament de pacients amb poliomielitis que patien de paràlisi secundària, de manera que es podien aspirar les secrecions i assistir la ventilació.

### Ostomies urinàries
La primera urostomia que es va provar a derivar a través de l'intestí va ser en casos d'extròfia vesical, va ser el 1851 quan John Simon va lligar els dos urèters al recte i va provocar una fístula urinària. El mateix any Lloyd va provar la mateixa tècnica quirúrgica, tots dos casos els pacients van morir per peritonitis. Fins al 1878  Smith no va realitzar una tècnica amb sutura de les dues mucoses, la de l'urèter i la del budell. Hi va haver diferents tècniques als anys posteriors, el 1911 Coffey va revolucionar la tècnica de fixació creant un túnel submucós com a mètode perquè la orina no tornés enrere (reflux), la primera variant d'aquesta tècnica l'anomenada Coffey I encara és vigent a l'actualitat. El 1950 Eugen M. Bricker realitzà la primera ureteroenterostomia cutània (tècnica Bricker). És a partir de 1987 que gràcies als avenços del Dr. Nils G. Kock comencen a realitzar-se les derivacions continents amb substitució vesical.

## Classificació
Es classifiquen segons:

### La presentació
- Internes.- comuniquen un òrgan amb un altre
- Externes.- comuniquen un òrgan amb l'exterior

### La funció
- Alimentació
- Eliminació
- Respiració

### La durada
- Temporals.- un cop solucionada la causa que les va originar, es pot restablir el trànsit intestinal i /o urinari i/o respiratori.
- Definitives.- Normalment es produeixen per una extirpació completa de l'òrgan. No hi ha possibilitat de reconstrucció.

### La construcció
- Terminal.- s'exterioritza una sola sortida.
- En canó d'escopeta.- s'exterioritzen dues boques separades que procedeixen de la mateixa porció de l'intestí o urèter.
- De nansa.- s'exterioritzen dues boques unides que procedeixen de la mateixa porció de l'intestí o uréter.
- Per sonda.- quan s'introdueix una sonda per permetre la sortida d'efluent p. ex. nefrostomia, o per nodrir al pacient p. Ex. gastrostomia

### La forma
- Enfonsats.- Per sota del nivell de la pell
- Anivellats.- Al nivell de la pell
- Protuents.- Per sobre del nivell de la pell

### El lloc anatòmic

#### Tracte gastrointestinal
- Nutrició[2][6][7][8][16]
  - Gastrostomia.- Situada a la part mitja de l'abdomen.
  - Jejunostomia.- Situada a l'abdomen.
- Eliminació[1][2][3][4][6][8] Les més habituals són:
  - Ileostomia.- Situada habitualment a la part dreta de l'abdomen.
  - Colostomia.- Situada habitualment a la part esquerre de l'abdomen

#### Aparell respiratori
o   Traqueostomia. Procediment quirúrgic que es realitza a la base del coll per obtenir una via aèria permeable, per respirar.

#### Aparell urinari
Les més habituals són:
- Nefrostomia.- Situada a la zona lumbar
- Ureterostomia.- Situada zona abdominal.
- Cistostomia.- Zona suprapúbica
- Ureteroileostomia o Conducte ileal.- Part dreta de la paret abdominal

## Causes

### Causes ostomies d'eliminació digestives
Causes molt diverses
Malalties inflamatories:
- Colitis ulcerosa
- Malaltia de Crohn, Enterocolitis

Malformacions congènites:
- Malaltia de Hirschsprung
- Anus imperforat

Altres
- Poliposi colònica familar
- Neoplàsia de colon i/o recte/ ginecològiques
- Obstruccions intestinals
- Diverticulitis
- Vòlvul intestinal
- Fístules postquirúrgiques
- Traumatismes coloanals
- Lesions postirradiació

### Causes ostomies d'eliminació urinaries
Temporals
- Congènites: (reflux vesicoureteral, estenosi unió pieloureteral)
- Neoplàsiques: (càncer de bufeta, càncer genital)
- Infeccioses: (tuberculosi, hidropionefrosi)
- Litiàsico-inflamatòries: (litiasi coraliforme, litiasi ureteral, estenosi ureteral cicatricial)
- Altres: (iatrogènia, trauma renal)

Definitives
- Congènites: (extròfia de bufeta, mielomeningocele)
- Adquirides: (lesions post irradiació, fístules post quirúrgiques)
- Traumàtiques: bufeta irreparable, lesions uretrals)
- Infeccioses: (bilharziasi, tuberculosi)
- Neoplàsiques: (càncer de bufeta, càncer d'uretra, càncer de pròstata, càncers ginecològics)
- Altres: (incontinències intractables)

### Causes estomes respiratoris
Són per emergències o per mantenir el pas de l'aire en casos d'intervencions quirúrgiques de tumors a la part alta de l'aparell respiratori
- Obstruccions de la via aèria superior
- Tumors
- Traumatismes cranioencefàlics
- Edema a la via aèria respiratòria superior
- Col·lapse de la tràquea
- Estat de coma
- Intubació perllongada

### Causes estomes d'alimentació
Es realitzen per tal de mantenir l'estat nutricional del pacient
- Pacients neurològics (ELA, ACV, demències degeneratives, Parkinson avançat, etc).
- Broncoaspiracions recurrents (pas dels aliments a l'arbre bronquial).
- Fístules traqueoesofàgiques o esòfago-cutànies.
- Cremades extenses.
- Dermatomiositis.
- SIDA avançat.
- Enteritis per radiació.
- Fístules entèriques altes (jejunostomia).

## Complicacionspostoperatòries generals

### Cirurgia digestiva eliminació
No han d'haver-hi complicacions però, sobretot depenent de l'estat previ del pacient, pot patir
- Ili paralític
- Infecció de la ferida
- Dehiscència de la sutura interna
- Deshidratació
- Problemes circulatoris, respiratoris, etc

### Cirurgia digestiva nutrició
Poden aparèixer algunes complicacion tant en inserir la sonda com en el maneig
- Hemorràgia
- Fístules
- Obstrucció de la sonda
- Arrancament accidental de la sonda
- Pèrdua de líquid al voltant de la sonda

### Cirurgia respiratòria
Com a tota cirurgia poden presentar-se complicacions
- Sagnat
- Infecció
- Lesió als nervis, tiroides, tràquea
- Fístules
- Enfisema subcutani.

### Cirurgia urològica
A les intervencions de l'aparell urinari també poden sorgir
- Infecció
- En el cas de derivacions amb catèter, pot caure.
- Fístules urinària i/o intestinal en el cas de les urostomies que utilitzen budell per evitar estenosi a la pell
- Ili paralític
- Necrosi de la nansa ileal o colònica

## Dades d'interès
Associació Catalana d'ostomitzats ACO: https://www.ostomitzats.cat/
L'estomateràpia és el cos de coneixements tècnics i d’assessorament que permet que la persona a qui li han fet una ostomia, esdevingui independent i pugui reprendre la seva vida normal en el vessant personal, familiar, laboral i social, tan aviat com sigui possible. Hi ha consultes d'Infermeres estomaterapèutes a tot el territori nacional, pot buscar-les a:
Buscador de consultes d'Infermeria estomaterapèuta d' Espanya: http:/www.gestosalud.es/